# Club Athlétique Renaissance Aiglon Brazzaville
Il Club Athlétique Renaissance Aiglon Brazzaville, noto come CARA Brazzaville, è una società calcistica di Brazzaville, in Repubblica del Congo.
La squadra gioca nella Congo Premier League.
La squadra ha vinto 9 scudetti e 3 coppe nazionali.
Durante la Coppa dei Campioni d'Africa 1974, la squadra congolese ha vinto la CAF Champions League battendo, in una doppia finale, la squadra egiziana del Ghazl El-Mehalla raggiungendo il punto più alto della sua storia.

## Rosa
| N. |                           | Ruolo | Calciatore          |
| -- | ------------------------- | ----- | ------------------- |
|    | Rep. del Congo (bandiera) | P     | James Ekoko-Okouyou |
|    | Rep. del Congo (bandiera) | D     | Beranger Itoua      |
|    | Rep. del Congo (bandiera) | D     | Baron Kibamba       |
|    | Burundi (bandiera)        | D     | Emery Nimubona      |

| N. |                           | Ruolo | Calciatore        |
| -- | ------------------------- | ----- | ----------------- |
|    | Rep. del Congo (bandiera) | C     | Landry Djimbi     |
|    | Rep. del Congo (bandiera) | C     | Olfaga Okiele     |
|    | Rep. del Congo (bandiera) | C     | Eric Nyemba       |
|    | Rep. del Congo (bandiera) | A     | Prestige Mboungou |

## Palmarès

### Competizioni nazionali
- Congo Premier League: 9

1972, 1973, 1974, 1975, 1976, 1979, 1981, 1984, 2008

### Competizioni internazionali
- Coppa dei Campioni d'Africa/CAF Champions League: 1

1974

### Altri piazzamenti
- Congo Premier League:

Terzo posto: 2017